# BEST ALBUM 2001-2003
『BEST ALBUM 2001-2003』（ベストアルバム にせんいち・にせんさん）は、2003年11月19日に発売された、KICK THE CAN CREWのメジャー初のベストアルバムである。
日本の他、台湾、香港、シンガポール、マレーシアでも発売された。

## 概要
完全生産限定盤でCDとDVDの2枚組仕様。Disc1はCD、Disc2は収録曲9曲のPVとおまけ映像の収録されたDVD。
ワーナー・ミュージック・ジャパンの当時の代表取締役会長であった稲垣博司が本作のヒットを祈念し、富士山の頂上を目指し"光るKICKトラック"に乗り、出陣した。
オリコン週間ランキングで初登場1位を記録し、彼らにとって初のトップを記録した。

## 収録曲

### CD
1. STEP IN THE DAY
新曲。ベストアルバム用に作られた新曲ではなかったが、当時のエンジニアにベストアルバムにぴったりだと言われたメンバーが納得し、収録された[2]。
2. スーパーオリジナル
3. イツナロウバ
4. カンケリ01
シングルバージョンはアルバム初収録。
5. LIFELINE
シングルバージョンはアルバム初収録。
6. クリスマス・イブRap
アルバム初収録曲。かつて『BEST ALBUM 2001-2003』の配信は「クリスマス・イブRap」抜きで行われていたが、2017年11月8日にこの曲を追加収録して配信開始した[3]。
7. マルシェ
8. ONEWAY
9. VITALIZER
10. sayonara sayonara
シングルバージョンはアルバム初収録。
11. アンバランス
12. 地球ブルース 〜337〜
13. DJ DJ [for RADIO]
14. TORIIIIIICO! feat. CASSETTE VISION
15. magic number

### DVD
PV集
1. スーパーオリジナル
2. イツナロウバ
3. カンケリ01
4. マルシェ
5. ONEWAY
6. sayonara sayonara
7. アンバランス
8. 地球ブルース 〜337〜
9. TORIIIIIICO! feat. CASSETTE VISION

※おまけ映像付き